# Torre de los Molinos (Palencia)

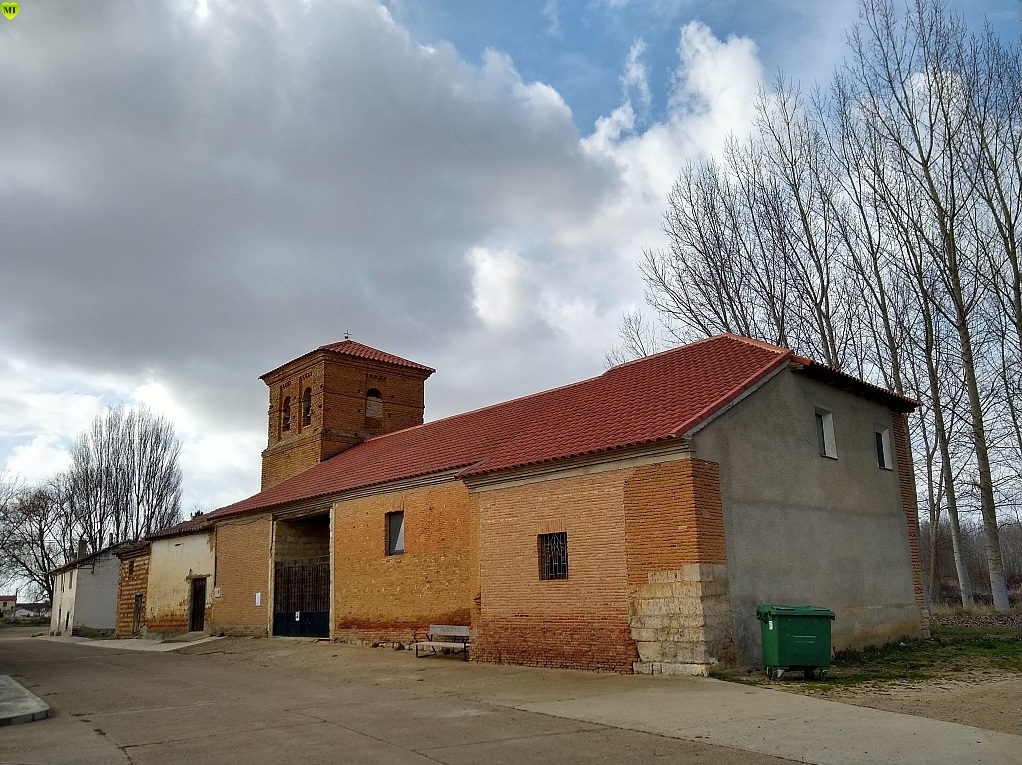
Iglesia parroquial

Torre de los Molinos es una localidad de la provincia de Palencia (Castilla y León, España) que pertenece al municipio de Carrión de los Condes.

## Ubicación
La localidad se encuentra en el fértil valle del río Carrión, entre las localidades de Villoldo y Calzada de los Molinos.
Se accede a ella a través de la carretera PP-9641, que conecta Torre de los Molinos con Carrión de los Condes (6 km al N) y Villoldo (13 km al S).
El término de Torre de los Molinos confina con los de Calzada de los Molinos y Carrión de los Condes al N, con el de Villanueva del Río al E (separado por el mencionado río Carrión), y al S con Villoldo, Castrillejo de la Olma y Villamuera de la Cueza.

## Historia
A la caída del Antiguo Régimen la localidad se constituye en municipio constitucional y que en el censo de 1842 contaba con 23 hogares y 120 vecinos.
Torre de los Molinos fue municipio independiente hasta 1971. En aquel año se decretó su anexión al municipio de Carrión de los Condes.

## Geografía humana

### Demografía
| Gráfica de evolución demográfica de Torre de los Molinos entre 1842 y 1970 |
| |
| Población de derecho según los censos de población del INE Población de hecho según los censos de población del INEEntre el censo de 1981 y el anterior, este municipio desaparece porque se integra en el municipio 34047 (Carrión de los Condes) |

Evolución de la población en el siglo XXI
| Gráfica de evolución demográfica de Torre de los Molinos entre 2000 y 2020 |
|                                                                            |
| Población de derecho (2000-2020) según el padrón municipal del INE         |

## Fiestas
Antes, su fiesta local era el 8 de septiembre pero desde 2005 se ha trasladado al último fin de semana de agosto, debido a la posibilidad de celebrarlo cuando en el pueblo todavía hay ambiente. El fin de semana más próximo al 15 de agosto se celebra desde 2004 la tradicional comida de hermandad, en la que participan muchas personas que han vivido en alguna época de su vida en la localidad.

## Personajes ilustres relacionados
- Javier Villán Zapatero (Torre de los Molinos, 1943) es crítico taurino y teatral, así como escritor de diversos géneros.